# Blankena
De havezate Blankena stond in de Nederlandse buurtschap Zuidloo, provincie Overijssel.

## Geschiedenis
Na het overlijden van Derk van Dorth in 1501 ging zijn kasteel Dorth naar oudste zoon Seyno, terwijl de jongere zoon Gijsbert enkele landerijen in Zuidloo ontving. Gijsbert breidde zijn bezit in Zuidloo uit door de aankoop in 1520 van een deel van de goederen van Jan ten Broekhuis. Op zijn nieuw verworven grond bouwde hij het huis Blankena. In 1531 werd Gijsbert als riddermatige verschreven voor de landdag van Overijssel.
Na Gijsberts dood in 1550 erfde oudste zoon Derk het huis en de landerijen. Ook Derk werd lid van de ridderschap. Hij koos tijdens de Opstand de kant van de Republiek. Waarschijnlijk overleed Derk in 1583. Na het overlijden van zijn weduwe Mechteld van Vieracker in 1602 ging het huis Blankena naar dochter Mechteld, terwijl Mechtelds broer de havezate Vieracker ontving.
Mechteld was gehuwd met Jan Bruyns. Deze was afkomstig uit een katholiek gebleven familie van magistraten in Deventer. Dat betekende dat de nazaten van Jan en Mechteld geen openbare functies konden bekleden in de protestantse Republiek. Hun zoon Derk kreeg in 1626 Blankena in bezit. Hij droeg in 1636 de havezate in leen op aan de provincie Overijssel.
Derk werd als eigenaar opgevolgd door zijn dochter Johanna Christina Bruyns, die in 1645 met Blankena werd beleend. Zij was gehuwd met Joan Schimmelpenninck van der Oye, die in 1650 een poging ondernam om het huis Blankena als havezate erkend te krijgen. Hun zoon Diederik kreeg Blankena in 1671 toebedeeld, maar verkocht het in 1677 aan zijn nicht Maria Geertruid Bruyns.
Maria Geertruid is verschillende malen getrouwd geweest. Haar laatste echtgenoot was de katholiek Reinier Knoppert. Zij kregen een zoon, Hendrik Jan, die in 1694 met Blankena werd beleend. Zelf zou hij de havezate in 1753 nalaten aan zijn oudste zoon Reinard, die Blankena liet gebruiken voor het opdragen van katholieke missen. Na zijn overlijden in 1774 vererfde Blankena naar familieleden, die in 1792 de havezate verkochten.

### Afbraak
De nieuwe eigenaren Peter Braakman en Hendrik Groot Velderman splitsten de goederen op en verkochten deze in losse percelen. De havezate en het bouwhuis werden in 1792 afgebroken. Alleen de katerstede Blankena bleef behouden en die werd in 1800 verkocht aan Jan in ’t Hof. Zijn nazaten vergrootten het land rondom de katerstede tot vier hectare. In 1830 werd alles verkocht aan Abraham Barvelink, die het aan zijn dochters naliet. Door huwelijk kwam Blankena in handen van de familie Brender. In 1918 verkocht de laatste mannelijke erfgenaam het goed aan zijn zus en zwager.

## Beschrijving
In 1792 bestond Blankena uit de havezate zelf, een bouwhuis en een katerstede. Verder behoorden het land Klokkenkamp, het erve Broekhuis en katerstede Horsman tot het goederenbezit.
In 1926 werd de boerderij Blankena geheel vernieuwd, terwijl de gronden werden verkaveld. In 1946-1947 volgde een nieuwe herverkaveling.
Restanten van de oude havezate zijn vermoedelijk nog in de bodem aanwezig.
Den Aalshorst · Den Alerdinck · Huis Almelo · Arkelstein · Averbergen · Azoelen · Backenhagen · Bellinckhof · Den Berg · Huis Bergentheim · Beugelskamp · Beverfeurde · Blankena · Hof te Boekelo · Borgbeuningen · Havezate Boskamp · Boxbergen · Havezate Brecklenkamp · Bredenhorst · Buckhorst · Campherbeek · Colckhof · Den Dam · Huis Diepenheim · Dingshof · Dubbelink · Kasteel Eerde · Egede · Havezate Elsen · Everlo · Landgoed Frieswijk · Glinthuis · Huis Gramsbergen · Grimberg · Grotenhuis · De Haere · Haerst · Hagmeule · Slot Hardenberg · Huis Heeckeren · Huis Hengelo · Herxen · Hofstede · Hogenhof · Hondeborg · Katenhorst · Kevelham · Kranenburg · De Kuile · Het Laar · Leemcule · Luttenberg · Mataram · Mennigjeshave · Nijenhuis (Diepenheim) · Nijenhuis (Olst-Wijhe) · Oldemeule · Olidam · Oosterhof · Huis te Ootmarsum · Den Ordel · Pekkedam · Pothof · Rande · Kasteel Rechteren · Het Reelaer · Rhaan · Rutenberg · Huis Saasveld · Havezate Schoonheten · Havezate Schuilenburg · Singraven · Stoevelaar · Kasteel Toutenburg · Twickel · Vechterweerd · Venebrugge · Kasteel Voorst · Warmelo · Wegdam · Weldam · Weleveld · Huis Werkeren · Westerflier · Wittenstein · Zuthem
Ahnem · Den Alerdinck · Arendshorst · Arkelstein · Averbergen · Beerze · Den Berg · Bergentheim · Blankena · Borgele · Boskamp · Boxbergen · Bredenhorst · Buckhorst · Campherbeek · Collendoorn · Den Dam · Dieze · Dingshof · Den Doorn · Hof te Dorth · Eerde · Egede · De Gelder · Gerner · Glinthuis · Gramsbergen · De Groote Scheere · De Grote Weede · De Haere · Haerst · Hagenvoorde · Heemse · Herxen · Hoenlo · Hofstede · 't Hogeholt · Hogenhof · 't Hoogehuis · Junne · Kranenburg · Krijtenberg · De Kuile · Het Laar · Langeveldslo · Leemcule · Luttenberg · Melenhorst · Mennigjeshave · Nijenhuis · Oosterveen · Den Ordel · De Pol · Pothof · Rande · Rechteren · Het Reelaer · Rhaan · Rollecate · Rutenberg · Schoonheten · Schuilenburg · Vechterweerd · Velner · Venebrugge · Verborg · Voorst · Vrieswijk · Werkeren · Westerveld · Windesheim · Wittenstein · Wolfshagen · Zuthem